# Список станцій Самарського метрополітену
Самарський метрополітен було відкрито 26 грудня 1987 року. 

## Перша лінія
На початок 2018 року в місті працюють 10 станцій.

### Діючі станції
- «Юнгородок» — відкрита 26 грудня 1987 року. Станція наземна, має острівну платформу.
- «Кіровська» — відкрита 26 грудня 1987 року. Станція односклепінна мілкого закладення, має острівну платформу.
- «Безім'янка» — відкрита 26 грудня 1987 року. Станція колонна трипрогінна мілкого закладення, має острівну платформу.
- «Перемога» — відкрита 26 грудня 1987 року. Станція односклепінна мілкого закладення, має острівну платформу.
- «Радянська» — відкрита 31 грудня 1992 року. Станція колонна трипрогінна мілкого закладення, має острівну платформу.
- «Спортивна» — відкрита 25 березня 1993 року. Станція колонна трипрогінна мілкого закладення, має острівну платформу.
- «Гагарінська» — відкрита 30 грудня 1993 року. Станція колонна трипрогінна мілкого закладення, має острівну платформу.
- «Московська» — відкрита 27 грудня 2002 року. Станція колонна трипрогінна мілкого закладення, має острівну платформу.
- «Російська» — відкрита 26 грудня 2007 року. Станція колонна двопрогінна мілкого закладення з береговими платформами.
- «Алабінська» — відкрита 1 лютого 2015 року. Станція колонна трипрогінна мілкого закладення, має острівну платформу.

### Проектовані станції
В центральні частині міста планується будівництво двох нових станцій. Відкрити планують не раніше 2025 року.
- «Самарська»
- «Театральна»

## Галерея діючіх станцій

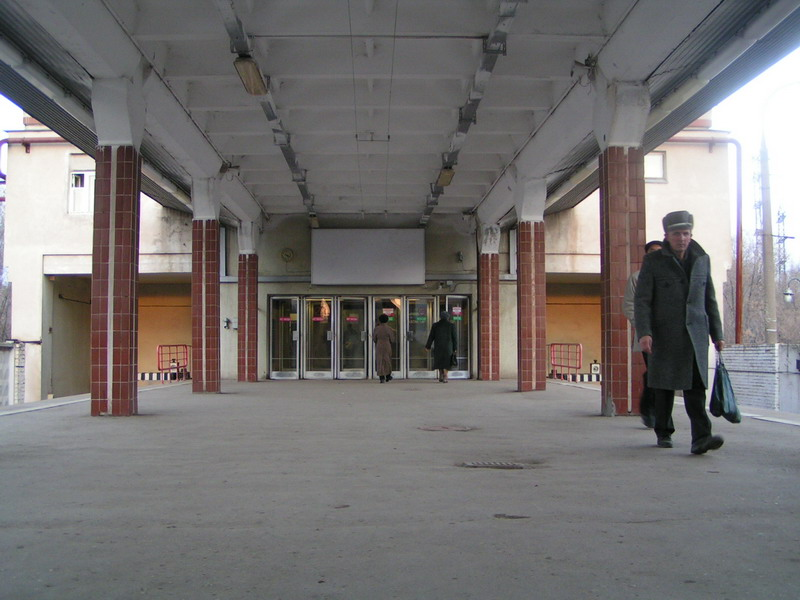
«Юнгородок»
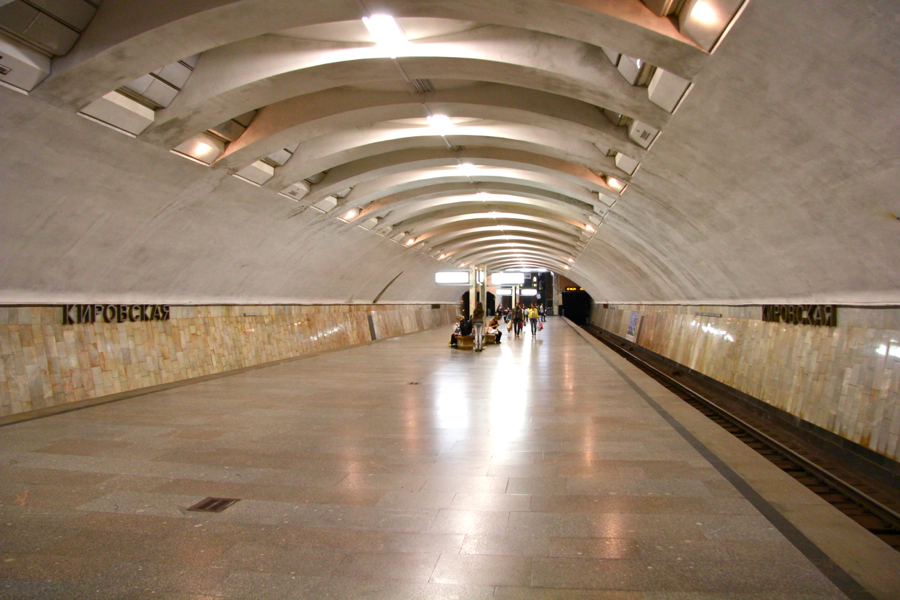
«Кіровська»
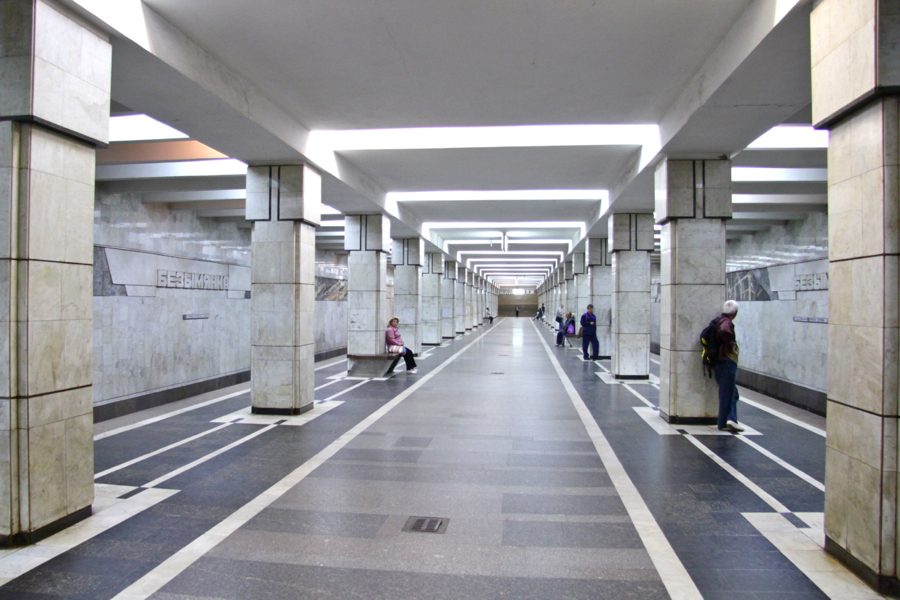
«Безім'янка»
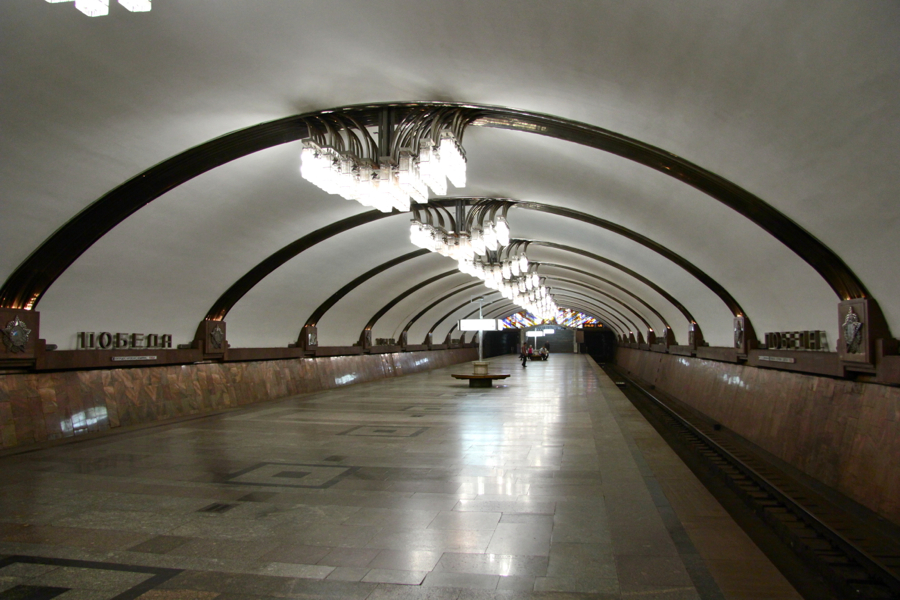
«Перемога»
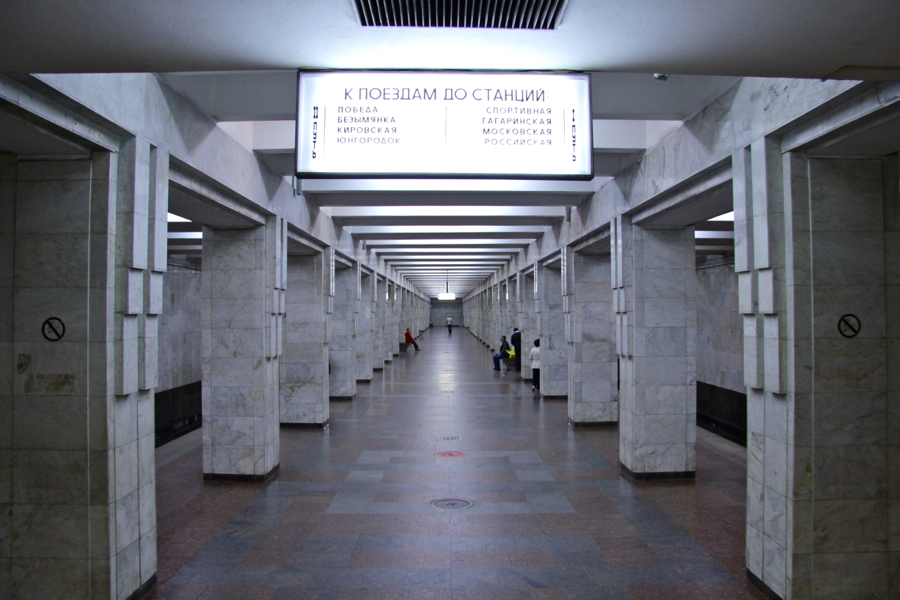
«Радянська»
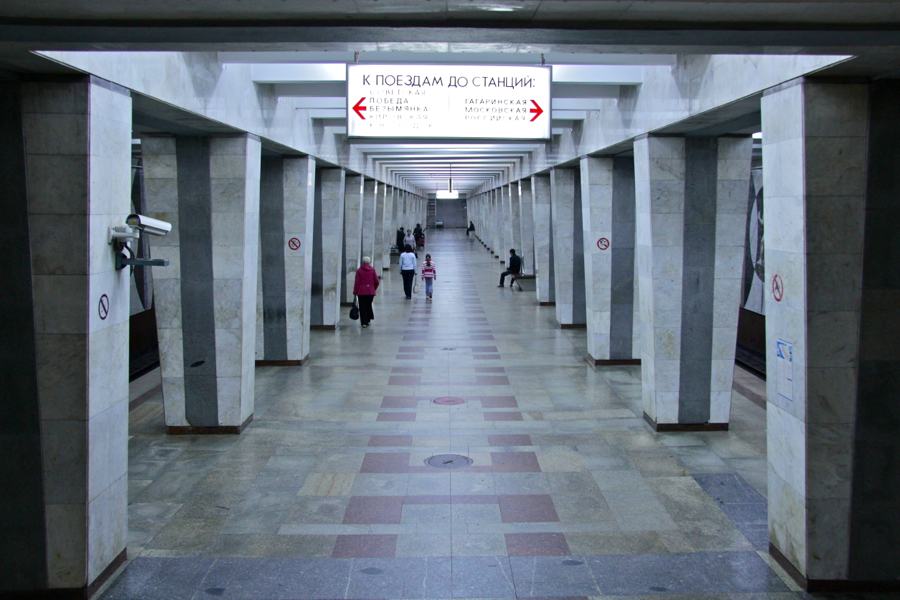
«Спортивна»
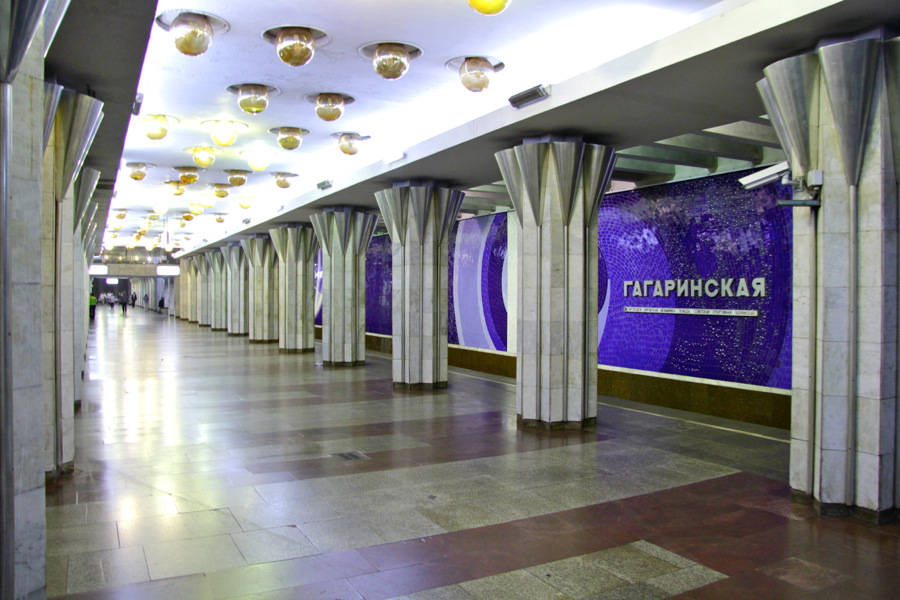
«Гагарінська»
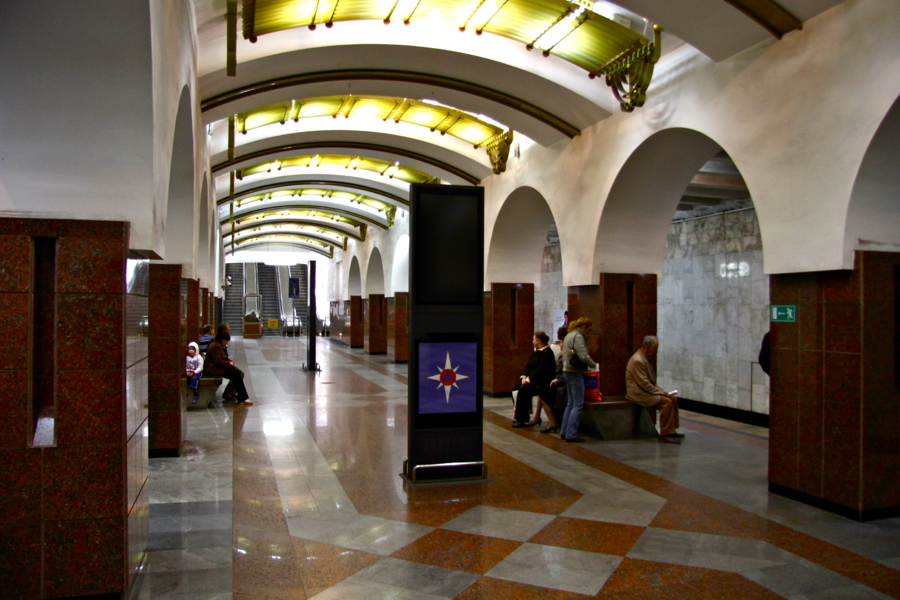
«Московська»
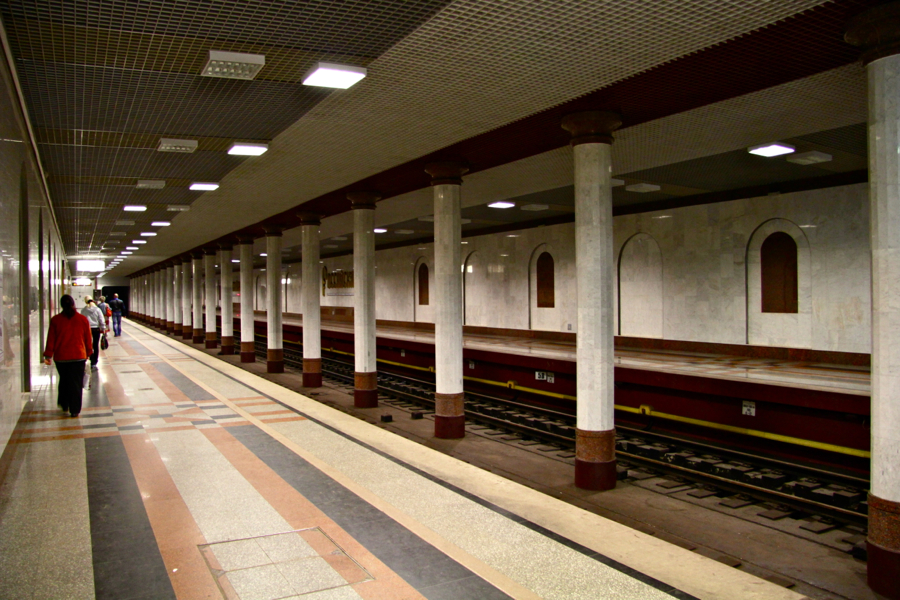
«Російська»
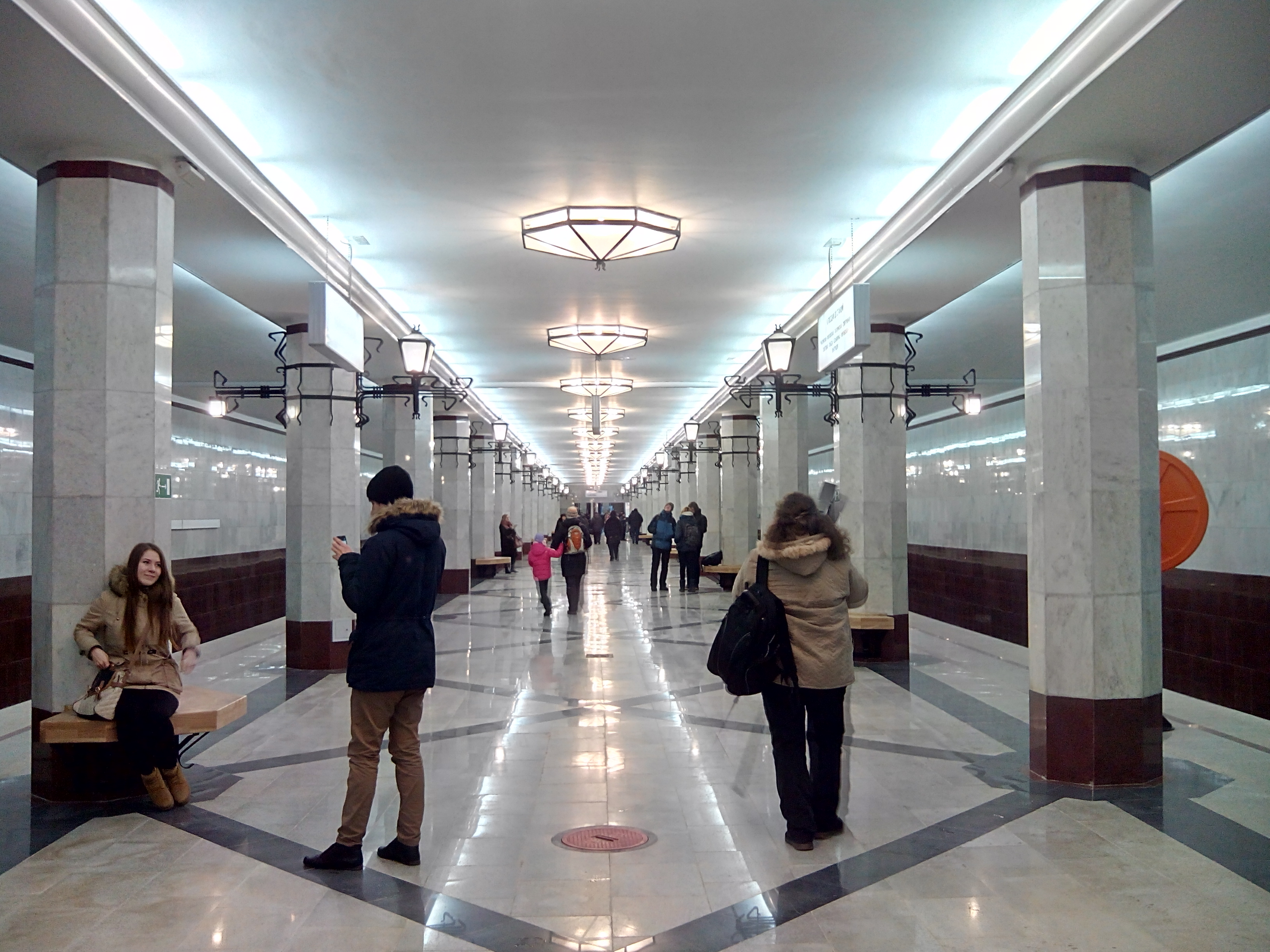
«Алабінська»

## Друга лінія
У віддаленій перспективі можливе будівництво Другої лінії що починатиметься від залізничного вокзалу, та матиме пересадку на Першу лінію на станції «Московська». Ймовірно, початкова ділянка складатиметься з трьох станцій.
- Московська-2
- Клінічеська
- Вокзальна